# Joep Wennemars
Joep Wennemars (Dalfsen, 3 oktober 2002) is een Nederlands langebaanschaatser. Hij is gespecialiseerd in de sprint- en middenafstanden 500, 1000 en 1500 meter.
Tot en met seizoen 2021/2022 kwam Wennemars uit namens TalentNED. Op 16 oktober 2021 won Wennemars de IJsselcup. Zijn vader Erben Wennemars won dit toernooi in 1999. In april 2022 tekende hij een contract voor twee seizoenen bij Team Jumbo-Visma, dat later Team Essent ging heten. Eind oktober 2022 plaatste hij zich tijdens de WB-kwalificatiewedstrijden voor de 500 meter aanvankelijk niet, maar doordat Stefan Westenbroek bij een krachttraining een halter op zijn linkervoet liet vallen en daardoor een breuk in de grote teen opliep is hij in Stavanger aangewezen als zijn vervanger.
In 2024 plaatste hij zich voor de WK sprint, maar werd na een val slechts 26e.
Op 15 maart 2025 werd Wennemars in zijn eerste WK afstanden als senior wereldkampioen op de 1000 meter. In het Vikingskipet te Hamar in Noorwegen reed hij een nieuw baanrecord van 1.08,05 en liet daarmee onder meer Jenning de Boo (zilver) en Jordan Stolz (brons) achter zich. Hij trad daarmee in de voetsporen van zijn vader, die deze titel won in 2003 en 2004.

## Persoonlijk
Wennemars is de zoon van oud-sprinter Erben Wennemars en tv-presentatrice Renate Wennemars-van der Zalm.
Sinds januari 2025 heeft Joep een relatie met schaatsster Suzanne Schulting.

## Persoonlijke records
| Afstand    | Tijd    | Datum            | Baan       |
| ---------- | ------- | ---------------- | ---------- |
| 500 meter  | 34,76   | 28 december 2023 | Heerenveen |
| 1000 meter | 1.07,23 | 16 februari 2025 | Heerenveen |
| 1500 meter | 1.45,07 | 15 februari 2025 | Heerenveen |
| 3000 meter | 3.48,59 | 18 december 2021 | Heerenveen |
| 5000 meter | 6.44,59 | 2 oktober 2021   | Inzell     |

Bron: Speedskating Results

## Resultaten
| Jaar | NK Afstanden                 | NK Sprint              | WK Sprint               | WK Afstanden | WK Junioren                                                 |
| ---- | ---------------------------- | ---------------------- | ----------------------- | ------------ | ----------------------------------------------------------- |
| 2022 | 11e 500m 17e 1000m 11e 1500m |                        |                         |              | · (, , 7e) · 13e massastart · achtervolging · DQ teamsprint |
| 2023 | 10e 500m 4e 1000m 9e 1500m   | 11e (20e, 10e, 8e, 8e) |                         |              |                                                             |
| 2024 | 6e 500m 4e 1000m 10e 1500m   | · (5e, , 8e, )         | 26e (16e, 28e, 12e, 4e) |              |                                                             |
| 2025 | 9e 500m · 1000m · 4e 1500m   | 4e (7e, 5e, 5e, 4e)    |                         | 1000m        |                                                             |

(#, #, #, #) = afstandspositie op sprinttoernooi (500m, 1000m, 500m, 1000m) of op juniorentoernooi (500m, 1500m, 1000m, 5000m).
Team Essent
Angel Daleman · Sijmen Egberts · Jarle Gerrits · Isabel Grevelt · Freek van der Ham · Sanne in 't Hof · Chloé Hoogendoorn · Chris Huizinga · Kars Jansman · Selma Poutsma · Merijn Scheperkamp · Suzanne Schulting · Tijmen Snel · Beau Snellink · Remco Stam · Meike Veen · Mathias Vosté · Joep Wennemars
Coaches: Sicco Janmaat · Ben Jongejan · Jac Orie · Dave Versteeg